# Ramon Mateu i Llevadot
Ramon Mateu i Llevadot (Barcelona, 1958 – Barcelona, 1 de febrer de 2020) fou un periodista català.
Va ser director de l'àrea de mitjans del Grup Planeta, conseller delegat d'Unión Ibérica de Ràdio i conseller delegat de l'Agència Catalana de Notícies. Entre el 1997 i el 1998 va ser subdirector de Televisió Espanyola a Catalunya. Entre el 1996 i el 1997 va dirigir Ràdio Nacional d'Espanya a Catalunya
Entre 2003 a 2010 fou delegat del Grup Antena 3 a Catalunya i director general de Nous Projectes d'Uniprex, empresa d'Antena 3 que gestiona les cadenes radiofòniques Onda Cero i Europa FM.
Anteriorment havia estat director d'Informatius d'Onda Cero a Catalunya, gerent de l'Associació d'Emissores Municipals EMUC, director de Comunicació de l'Ajuntament de Tarragona. Mateu ha estat vicepresident de l'Associació Espanyola de Ràdio Comercial i secretari general de l'Associació Catalana de Ràdio Privada. Director de Catalunya Ràdio entre 2009 i 2012, va ser també Director de la Corporació Catalana de Mitjans Audiovisuals de 2010 a 2012, i director d'Estratègia i Marca de la CCMA entre 2012 i 2015. Morí a Barcelona l'1 de febrer de 2020, als 61 anys, víctima d'un càncer.